# Кайлуань
Кайлуань, Кайпін — родовище кам'яного вугілля в Китаї. Розташоване в провінції Хебей.

## Характеристика
Промисловий видобуток з 1878 року. До 1949 видобуто 185 млн т, за подальші 25 років — 280 млн т.
Площа басейна 12 тис. км². Після реконструкції шахт у 1981 видобуток досяг 20 млн т на рік. Вугленосна товща верхнього карбону і пермі утворює синкліналь, містить до 18 пластів, з яких бл. половини розробляються. Сумарна потужність їх до 25,5 м на глибині 500—1000 м. Переважають пологі пласти (76% запасів). Частка пластів середньої потужності 48%, потужних 41%. Вугілля коксівне та енергетичне, вихід летких речовин 26-30%, зольність 11,5-12%, вміст сірки 0,6-0,9%, вологість менше 10%.

## Технологія розробки
Системи розробки — суцільна і довгими стовпами за простяганням, управління покрівлею способом обвалення. В Кайлуані діє найбільша в Китаї шахта Лун-сі потужністю 4,5 млн т на рік. Очисні вибої обладнані механізованими комплексами. Вугілля збагачується на фабриках і використовується металургічними комбінатами Аньшаня, Тяньцзіня, Таншаня. Частина вугілля експортується.